# Eugeniu Cociuc
Eugeniu Cociuc (Chișinău, 11 maggio 1993) è un calciatore moldavo, centrocampista svincolato.

## Palmarès

### Club

#### Competizioni nazionali
- Campionato slovacco: 1

Žilina: 2016-2017
- Campionato armeno: 1

P'yownik: 2023-2024